# Kongsmark Strand
Kongsmark Strand – miasto w Danii, w regionie Zelandia, w gminie Slagelse.